# 六月之雨
《六月之雨》（阿拉伯语：‎）是黎巴嫩評論家暨作家賈布爾·杜艾希於2006年所撰的一部小说。該小說於2006年由達爾納哈爾出版社（Dar Al-Nahar）出版，並由倫敦達爾薩奇（Dar Al-Saqi）出版社發行，曾被翻譯成法語、義大利語、德語、英語數種語言。該書亦曾入圍2008年國際阿拉伯小說獎。

## 概述
故事由發生於哈瓦塔村內一場葬禮的大屠殺開始。事件造成24人死亡，另有多人受傷。故事其後講述一名於43年後返國的黎巴嫩男子調查其父親的死因。小說由發生大屠殺後的下午拉開帷幕，當時兒童們從學校返回村內。村民得悉有關事件，但沒有將之告訴予他們的子女。
故事的主角是一個名叫艾里亞（Eliyya）的男子。他的父親是其中一個於1957年6月16日，在其村莊（黎巴嫩哈瓦塔）的教堂內遭大屠殺而喪生的人。他的母親為了保護兒子，便帶同他和親戚移居美國，而自己則繼續於黎巴嫩生活。在美國，艾里亞編出一些關於他故鄉（roots）的故事，但43年後，他返回黎巴嫩，並於當地尋覓自己的身份。他嘗試找尋大屠殺的真相，而不少人亦從其自身觀點出發，向他述說箇中事實。
該小說曾被翻譯成不同語言，包括法語、義大利語、德語和英語，並曾入圍2008年布克國際阿拉伯小說獎。保拉·海達爾就該小說而撰的英語譯本使其於2014年賽義夫·戈巴什·巴尼帕爾獎（Saif Ghobash Banipal Prize）獲得第二名。《貝魯特每日星報》（The Beirut Daily Star）於2014年6部最佳中東小說譯本的年終書評清單中亦對海達爾的譯本予以表彰。

## 反應與評價
瑪西婭·林克斯·奎利（Marcia Lynx Qualey）在為Qantara.de撰寫該書的書評時，指出《六月之雨》是「一本重要而令人愉快的書」，但認為其缺陷在於「一個沒有『誰』的『偵探小說』（whodunit）」，不能下一個滿意的結論。《新阿拉伯報》的拉蒙·瓦迪（Ramona Wadi）認為該小說沿著數條不重要的記憶軌跡而行卻沒有結果，並悲嘆書中採用一個「不可靠、試圖隨心所欲地隱瞞資訊的敍述者」。馬納爾·沙基爾（Manal Shakir）在為《阿拉伯新聞》撰文時述到：「縱然故事核心的悲劇仍在角色心中延續，但他們卻有一種幽默的基調。」《班尼帕爾》的莫娜·扎基（Mona Zaki）稱該小說內容豐富、複雜、文筆優美，且「是對悲傷最深刻的描述之一⋯是黎巴嫩最有力（most powerful）的小說之一。」